# Requiem en fa (Biber)
Le Requiem en fa mineur (titre original en latin, Requiem ex F con terza minore) est une messe de Requiem à 14 voix, vocales et instrumentales, composée par Heinrich Biber vers 1692. Elle porte le numéro C 8 dans le catalogue de ses œuvres établi par le musicologue américain Eric Thomas Chafe.

## Présentation

### Structure
Le Requiem suit l'ordinaire de la messe catholique pour les cérémonies funèbres, et comprend cinq mouvements :
1. Introitus (Requiem) — Kyrie —
2. Sequentia (Dies Irae — Lacrymosa)
3. Offertorium —
4. Sanctus — Benedictus —
5. Agnus Dei — Communio (Requiem)

### Instrumentation
Le Requiem en fa mineur fait appel à un grand ensemble concertant :
- voix solistes : deux soprani, alto, ténor et deux basses
- chœurs : SSATBB in concerto et in cappella
- orchestre : 3 trombones, basson, violons à 2 parties, violes à 3 parties, violes de gambe
- Orgues et basse continue

### Édition moderne
- (de) Guido Adler, Drei Requiem für Soli, Chor, Orchester aus dem 17. Jahrhundert, Vienne, Österreichischer Bundesverlag, coll. « Denkmäler der Tonkunst in Österreich » (no 59), 1923, 32 p.

### Ouvrages spécialisés
- (en) Eric Thomas Chafe, The Church Music of Heinrich Biber, Ann Arbor, UMI Research Press, coll. « Studies in musicology » (no 95), 1987, 305 p. (ISBN 0-8357-1770-4, OCLC 15053153)

## Discographie
- New London Consort, dir. Philip Pickett (14-16 janvier 1992, 2CD L'Oiseau-Lyre/Decca 436 460-2) (OCLC 277005074)
- Koor & Barokorkest van de Nederlandse Bachvereniging, dir. Gustav Leonhardt : Sandrine Piau et Mieke van der Sluis, sopranos ; Bouke Lettinga et David Cordier, altos ; John Elwes, ténor ; Harry van der Kamp, basse (28 juin-1er juillet 1992, Deutsche Harmonia Mundi 05472 77842 2) (OCLC 30370338)
- Musique au dôme de Salzbourg - Arsys Bourgogne, dir. Pierre Cao (mai 2003, Ambroisie AMB 9936) (OCLC 62583032)
- A Requiem for Biber - Gabrieli Consort & Players, dir. Paul McCreesh (juillet 2004, Archiv 474 7142) (OCLC 57254339)